# Wormaldia beaumonti
Wormaldia beaumonti là một loài Trichoptera trong họ Philopotamidae. Chúng phân bố ở miền Cổ bắc.